# Valentina Mediorreal Arias
Valentina Mediorreal Arias (* 2. März 2007) ist eine kolumbianische Tennisspielerin.

## Karriere
Mediorreal Arias begann mit vier Jahren das Tennisspielen und bevorzugt Sandplätze. Sie spielt bislang vorrangig Turniere auf der ITF Women’s World Tennis Tour, wo sie bislang einen Titel im Doppel gewinnen konnte.
Ihr erstes Turnier auf der WTA Tour bestritt sie, als sie im April 2023 bei der Qualifikation zur Copa Colsanitas antrat. Sie verlor ihre Erstrundenbegegnung mit 0:6 und 2:6 gegen Nuria Brancaccio.

## Turniersiege

### Doppel
| Nr. | Datum         | Turnier | Kategorie | Belag     | Partnerin    | Finalgegnerinnen            | Ergebnis           |
| --- | ------------- | ------- | --------- | --------- | ------------ | --------------------------- | ------------------ |
| 1.  | 14. Juni 2025 | Kayseri | ITF W15   | Hartplatz | Doğa Türkmen | Jasmine Conway Ayşegül Mert | 7:65, 6:73, [10:5) |